# Željko Tanasković
Željko Tanasković (Lučani, 8 luglio 1967) è un ex pallavolista serbo.